# Zlíč
Zlíč (ženský rod, 7. pád = Zlíčí, německy Slitsch) je vesnice, část města Česká Skalice v okrese Náchod. Nachází se asi dva kilometry severovýchodně od České Skalice. Zlíč je také název katastrálního území o rozloze 2,48 km².
Nachází se zde také místo, kde je napojen přivaděč napájející přehradní nádrž Rozkoš z koryta řeky Úpy. Toto propojení zajišťuje stavitelný jez, kterým lze regulovat výšku hladiny na řece.

## Přírodní poměry
Západní částí katastrálního území Zlíč protéká řeka Úpa, jejíž údolí zde je součástí národní přírodní památky Babiččino údolí.

## Pamětihodnosti

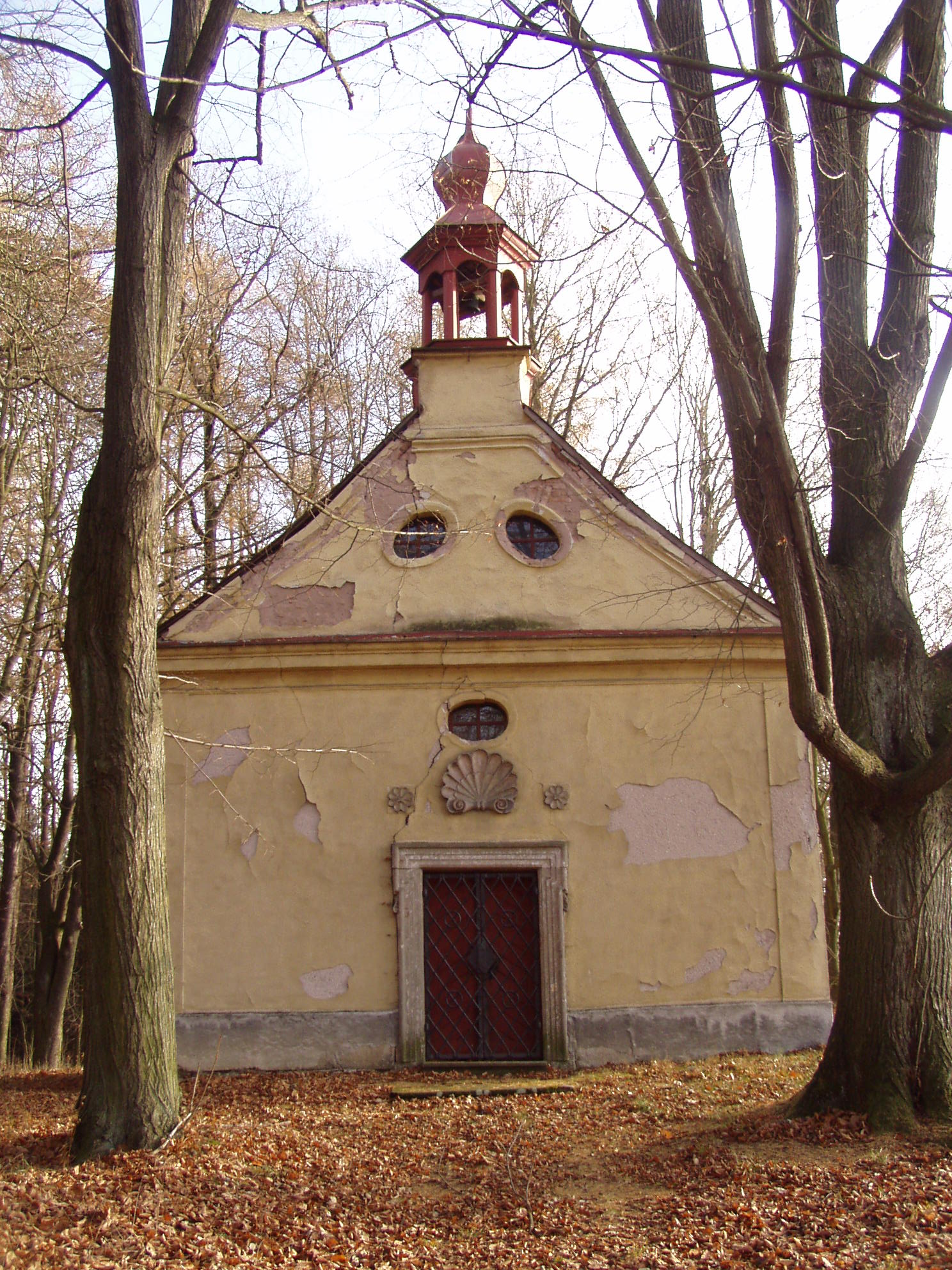
Kaple Narození Panny Marie

- Kaple Narození Panny Marie